# سمفونی شماره ۸ (شوبرت)
سمفونی شماره ۸ معروف به سمفونی ناتمام (آلمانی: Unvollendete) در گام سی مینور، د. ۷۵۹، که در شماره‌گذاری مجدد آثار وی گاهی با عنوان سمفونی شماره ۷ هم از آن یاد می‌شود یک اثر موسیقی ارکسترال سمفونیک اثر فرانتس شوبرت، آهنگ‌ساز بزرگ اتریشی سبک کلاسیک/ رمانتیک است که در سال ۱۸۲۲ تصنیف آن آغاز شد، اما به‌طور نامعلومی توسط مصنف نیمه‌کاره رها گردید. این در حالی است که تنها ۲ موومان از این اثر نوشته و تکمیل شده بود. شوبرت تا ۶ سال پس از زمان خلق این اثر زندگی کرد، اما هیچ‌گاه این اثر را تکمیل نکرد. برای اسکرتسوی این اثر، که می‌بایست سومین موومان را تشکیل می‌داد، تقریبا در حالتِ پیانویی، تکمیل شده است ولی تنها دو صفحه از پارتیتور، ارکستراسیون شده است.
بسیاری از پژوهشگران از جمله برایان نیوبولد (آهنگساز و رهبر ارکستر انگلیسی)، چنین استدلال کرده‌اند که شوبرت ممکن است طرح‌های فینال این سمفونی را به‌عنوان یک میان‌پرده و موسیقی فرعی، برای نمایش «رزاموند، پرنسس قبرس» (که شوبرت موسیقی متن آن را ساخته بود) به کار گرفته باشد؛ با این احوال، همهٔ شواهد دال بر تصادفی‌بودنِ موضوع دارد. یکی دیگر از دلایل احتمالی برای ناتمام گذاشتن سمفونی توسط شوبرت، غلبهٔ همزمانِ متر موسیقی (میزان‌بندی سه‌تایی) در موومان‌ها می‌دانند؛ موومان اول در ۳/۴، موومان دوم در ۳/۸ و موومان سوم (اسکرتسوی ناقص) دوباره در ۳/۴ است. اساساً سه موومان متوالی در وزن یکسان در سمفونی‌های کلاسیک، سونات‌ها یا آثار مجلسی، به ندرت اتفاق می‌افتد.

## فرم و ساختار

### سازبندی
سازهای استفاده شده در اجرای دو موومانِ کاملِ این سمفونی در ارکستر، عبارتند از: ۲ فلوت، ۲ ابوا، ۲ کلارینت، ۲ فاگوت، ۲ هورن، ۲ ترومپت، ۳ ترومبون، تیمپانی و ارکستر زهی

### موومان اول
موومان اول با تمپوی «آلگرو مُدراتو» در سی مینور و در فرم سونات به آرامی توسط ویلنسل و کنترباس شروع می‌شود. در ادامه با کمک کلیۀ سازهای زهی، تم اول با تکنوازی ابوا و کلارینت اجرا می‌شود. این تم به تدریج و با تقویت دیگر سازها بسط و گسترش می‌یابد و سپس تم دوم که تم اصلیِ سمفونی است، آغاز می‌گردد. تم دوم ابتدا جذاب است ولی به تدریج غمگین می‌شود و ناگهان متوقف می‌شود و پس از آن ارکستر با نت‌های مقطع و سنکپ‌دار ادامه می‌دهد. در این میان، تم اول با هیجان و قدرت نواخته می‌شود اما در پاسخ تم اول، یاس و نومیدی بر خشم برتری دارد. در انتها تم اول با حالت محزون و با چند آکورد پرقدرت به پایان می‌رسد.
شروع ملودی (ویلنسل و کنترباس)

تم اول (ابوا و کلارینت)

تم دوم (ویلنسل)

### موومان دوم
موومان دوم با تمپوی «آندانته کُن موتو» در می ماژور به‌صورت متناوب و با دو تمِ متضاد در فرم «سوناتینا» است (فرم سونات که بدون بسط و گسترش است، با کیفیتی دراماتیک و مرثیه‌وار به اضافۀ کدا که می‌تواند یک بخش گسترش یافته باشد). تم شاعرانۀ اول  توسط هورن‌ها، زهی‌ها در منطقه صوتی پایین و بالا به‌صورت کنترپوان معرفی می‌شود.  تم دوم حالتی شکوه‌آمیز در گام مینور (پس از چهار نت ساده توسط ویولون اول‌ها بدون هارمونی برای انتقال آکورد پایه به گام نسبی دو دیز مینور) توسط کلارینت سولو در «دو دیز مینور» و سپس در «دو دیز ماژور» توسط ابوایِ سولو ادامه می‌یابد و این نمونه‌ای است از ترکیبِ «مینور-ماژور»  که نشانِ بارز از زبانِ هارمونیکی  شوبرت است. 

### موومان‌های سوم و چهارم
تم اسکرتسو
Audio playback is not supported in your browser. You can download the audio file.
قطعه‌ای از اسکرتسو که به‌عنوان موومان سوم در نظر گرفته شده است، با یک تریو در سل ماژور به تونیک (سی مینور) بازمی‌گردد. ۳۰ میزان اول به صورت کامل در پارتیتور حفظ شده‌اند، اما بقیه اسکرتسو که مناسب (هر دو طرح) باشد، فقط در قالب چند نُتِ کوتاه در پارتیتور آمده است و تنها طرح اول این تریو وجود دارد که آن هم به‌عنوان یک خط ملودیک واحد بدون تزئین و هارمونی است. طرح دوم از تریو نیز که اصلاً وجود ندارد.
پس از انتشار دو موومان کامل از «سمفونی ناتمام» توسط آنسلم هوتنبرنر (آهنگساز اتریشی و دوست شوبرت)، برخی از مورخان و محققان موسیقی تلاش زیادی کردند تا «اثبات» کنند که این اثر حتی در فرم دو موومانی کوتاه‌شده، کامل است، و در واقع همین ساختار مختصر، شنوندگان را مجذوب خود کرده است تا آن را به‌عنوان یکی از بهترین آثار شوبرت در نظر بگیرند. این واقعیت وجود دارد که در سُنتِ موسیقی کلاسیک، بعید است که یک سمفونی بتواند در گامی متفاوت از گامی که در آن آغاز شده است (با موومان اول در سی مینور و فینال در می ماژور و به صورت پیش‌فرض، ناقص)، به پایان برسد، و حتی این واقعیت غیرقابل انکارتر اینکه، شوبرت موومان سوم را در سی مینور آغاز کرده بود (و دقیقاً ۳۰ میزان اسکرتسو کاملاً ارکسترال و ۱۱۲ میزان بعدی را در پارتیتور نیمه‌کاره، باقی گذاشته بود)، در تضاد با این دیدگاه است که دو موومان کامل می‌توانند به‌طور مشروع و به تنهایی، مستقل باشند.

## پی‌نوشت‌ها

### یادداشت
1. ↑  Brian Newbould
2. ↑  Rosamunde, Fürstin von Zypern
3. ↑  Sonatina
4. ↑  Anselm Hüttenbrenner

#### فارسی
- حسنی، سعدی (۱۳۶۳). تفسیر موسیقی. ج. ۱ و ۲. تهران: انتشارات صفی‌علیشاه.

#### انگلیسی
- Newbould, Brian (1992). Schubert and the Symphony: A New Perspective. Toccata Press.
- Hanslick, Eduard. 1988. Hanslick's Music Criticisms, ed. and trans. Henry Pleasants. New York: Dover Publications. شابک ‎۹۷۸−۰−۴۸۶−۲۵۷۳۹−۶ (pbk).

#### مطالعه بیشتر
- Corey Field, editor. The Musician's Guide to Symphonic Music: Essays from the Ernst Eulenburg (musical editions)| Scores. Schott Music